# جورج دود (تنس)
جورج دود (بالإنجليزية: George Dodd)‏ مواليد 16 يناير 1883 - الوفاة 21 يوليو 1957 في ديربان، اتحاد جنوب أفريقيا، كان لاعب كرة مضرب جنوب أفريقي. سبق أن شارك في دورة الألعاب الأولمبية الصيفية.

## روابط خارجية
- جورج دود على موقع رابطة محترفي التنس (الإنجليزية)
- جورج دود على موقع الاتحاد الدولي لكرة المضرب (الإنجليزية)
- جورج دود على موقع خلاصة التنس.كوم (الإنجليزية)
- جورج دود على موقع أوليمبيديا (الإنجليزية)